# Encarna Granados
Encarnación Granados Aguilera, detta Encarna (Gerona, 30 gennaio 1972), è un'ex marciatrice spagnola.

## Palmarès

### Mondiali
- 1 medaglia:
  - 1 bronzo (Stoccarda 1993 nella marcia 10 km)